# Lúa chét
Lúa chét (Ratoon Rice), còn gọi là lúa tái sinh, được mọc từ những mầm ngủ ở gốc những cây lúa (gốc rạ) sau khi đã thu hoạch (cắt bỏ một phần thân để lấy bông lúa) vụ trước, khi gặp điều kiện thích hợp (về nhiệt độ, ánh sáng, dinh dưỡng...) thì phát triển thành nhánh tái sinh, trổ bông, chín và cho thu hoạch thêm một vụ phụ. So với lúa cấy thông thường, sản xuất lúa tái sinh có ưu điểm ưu là chi phí đầu tư thấp, ít ngày công chăm sóc, thời gian thu hoạch ngắn, chất lượng gạo ngon.
Theo Lê Quý Đôn, các giống lúa tái sinh như lúa cái hạ bạch, cấy vào tháng giêng, đến tháng năm được thu hoạch, khi cắt ngọn lúa lại mọc và đến tháng chín lại được gặt được.
Bên cạnh những lợi ích, hiệu quả mang lại, sản xuất lúa tái sinh làm lưu cữu nhiều mầm bệnh gây thiệt hại chung đến sản xuất lúa của vùng.

## Lúa chét ở một số địa phương

### Quảng Bình
Huyện Lệ Thủy, tỉnh Quảng Bình là một trong những địa phương có diện tích lúa tái sinh lớn nhất Việt Nam với tổng diện tích gần 8.000 ha năm 2011. Đến nay, tổng diện tích lúa tái sinh ở Quảng Bình là 1.500 ha.

### Thái Bình
Ở Quỳnh Phụ, tỉnh Thái Bình, thu hoạch lúa chét từ công thức luân canh "lúa xuân - lúa chét - ớt". Sau khi thu hoạch vụ lúa xuân 50 - 60 ngày thì thu hoạch vụ lúa chét, đến trung tuần tháng 8 giải phóng được đất để chuẩn bị trồng vụ ớt đông. Năng suất lúa chét bằng 2/3 - 3/4 năng suất lúa mùa sớm, nhưng chi phí phân bón chỉ bằng 20% so với cấy lúa mùa và tiết kiệm được giống, công làm đất.
Thu hoạch lúa xuân xong, nếu để lại 35 – 40 cm gốc rạ (tính từ mặt ruộng), sau đó bón mỗi sào 3 – 4 kg urê, 1 – 2 kg kali cho thu hoạch 1,29 tạ/sào đối với giống BT7. Để gốc rạ cách mặt đất 10 – 15 cm, mỗi sào bón 6 kg đạm và 3 kg kali cho thu được 1,72 tạ/sào.
Việc tận thu lúa chét cho năng suất không đồng đều, từ 0,40 – 1,70 tạ/sào tùy vào cách gặt lúa xuân và mức độ thâm canh; đồng thời, lúa chét là cầu nối sâu bệnh cho vụ lúa mùa (nhất là sâu đục thân), việc điều tiết nước, công tác bảo vệ sản xuất gặp nhiều khó khăn…

### Nam Định
Huyện Ý Yên, tỉnh Nam Định đã xây dựng mô hình khuyến nông sản xuất lúa chét, kết quả như sau:
- Các giống lúa có thể sản xuất lúa tái sinh: BT7, Việt Hương Chiếm, Khang Dân 18, Nếp 97, Nhị ưu 838.
- Để sản xuất lúa tái sinh, vụ xuân cần đảm bảo mật độ cấy từ 35-38 khóm/m2 đối với lúa lai, 40-42 khóm/m2 đối với lúa thuần; gốc rạ phải khỏe có nhiều mầm sống; tạo cho lúa xuân có bộ rễ khỏe bằng cách rút nước lộ ruộng triệt để khi lúa đã đẻ đủ số nhánh hữu hiệu; lúa xuân cần được chăm sóc, bón phân cân đối để hạn chế tối đa bệnh khô vằn, đạo ôn, rầy nâu... gây hại và lúa không bị đổ, gãy.
- Khi lúa vụ xuân chín khoảng 85-90%, tiến hành thu hoạch thủ công, cắt lúa để gốc rạ cao 20–30 cm tạo thuận lợi cho các chồi mới tái sinh mạnh hơn. Trước khi thu hoạch 1 ngày mỗi sào bón 4 kg urê + 1,5 kg ka-li để nuôi mầm; sau khi gặt lúa 15 ngày bón lần 2 với lượng 3 kg urê + 2 kg ka-li. Duy trì mực nước trong ruộng 3 cm từ trước khi gặt lúa xuân và trong suốt chu kỳ sinh trưởng của lúa tái sinh.
- Do thời gian sinh trưởng ngắn, lá lúa tái sinh vừa ngắn và dày nên mức độ nhiễm bệnh khô vằn, bạc lá thấp, vì vậy chỉ phải phun 2 lần thuốc trừ sâu đục thân khi lúa chuẩn bị trỗ và sau khi trỗ.
- Lúa tái sinh phát triển nhanh, mỗi gốc rạ chính cho từ 4-7 bông lúa và chỉ sau thu hoạch lúa xuân từ 45-50 ngày bà con nông dân đã được gặt lúa tái sinh.
- Mặc dù năng suất lúa chét không cao (1 – 1,3 tạ/sào) nhưng hiệu quả kinh tế cao hơn cả lúa chính vụ (lúa mùa) bởi giảm được nhiều chi phí từ làm đất, giống lúa, cấy, gặt, chăm bón, thuốc trừ sâu; mức đầu tư chỉ khoảng 100-120 nghìn đồng/sào để mua phân bón và thuốc trừ sâu. Hơn nữa, sản xuất lúa tái sinh vụ hè thu cho hiệu quả kinh tế cao. Thời gian thu hoạch ngắn hơn từ 1-2 tháng so với sản xuất vụ lúa mùa, tạo quỹ đất và thời gian để sản xuất rau màu vụ đông.